# Gabriel Strandberg
Gabriel Strandberg, född 11 juli 1885 i Stockholm, död 10 oktober 1966 i Stockholm, var en svensk målare och tecknare.
Han var son till skomakaren JF Strandberg och Hilma Sahlström  och från 1915 gift med Olga Bergman samt far till Jan-Olof Strandberg. Strandberg studerade på Tekniska skolan i början av 1900-talet innan han fortsatte sina studier vid Konstnärsförbundets skola omkring 1908 samt genom självstudier i Paris 1920 och Rom 1925. 
Redan 1903 målade han ett porträtt av sin farfar som visade en brådmogen skicklighet som porträttör. Hans konst var till en början inspirerad av Leander Engström men omkring 1920 hittade han en egen stil som han utvecklade. Efter hand kom han att arbeta mer med utsmyckningar i kyrkor och offentliga lokaler och bland hans offentliga arbeten märks en målning i Engelbrektskyrkan, altartavlor i Bolmsö kyrka, Hällesjö kyrka, Håsjö nya kyrka, en väggmålning Erikslunds centralskola i Marielund, en fondmålning i Tabernaklet i Stockholm samt Duveds kyrka. 
Han debuterade i utställningen De ungas på Hallins konsthandel i Stockholm 1910 och han var representerad vid den internationella konstutställningen i Rom 1911. Separat ställde han bland annat ut i Kalmar, Eksjö, Västerås. Han medverkade i Konstnärsförbundets utställning 1926, Svenska konstnärernas förenings utställning  1927, utställningen Svensk konst på Valand-Chalmers, Liljevalchs Stockholmssalonger och ett flertal gånger i Sveriges allmänna konstförenings utställningar i Stockholm. Han arrangerade en större retrospektiv utställning som visades i Uppsala 1962 och på Konstakademien 1963.
Som illustratör medverkade han bland annat i Svenska Dagbladet. Hans konst består av porträtt, figurbilder, stilleben och landskapsskildringar från Norrland. Strandberg är representerad vid Moderna museet. Han är begravd på Norra begravningsplatsen utanför Stockholm.